# 韦斯特马克大区
韦斯特马克大区（德語：Gau Westmark，意为西部边疆区），原名萨尔普法尔茨大区（德語：Gau Saarpfalz），是1933年至1945年納粹德國的一個行政區劃。1925年至1933年，它是納粹黨的一個地區分支機構。在1940年法国战役后，德国将吞并的洛林地区并入了韦斯特馬克大區。